# Deficiência de alfa-1-antitripsina
A deficiência de alfa-1 antitripsina é uma doença genética autossómica recessiva, descrita pela primeira vez em 1963, de gravidade variável, relativamente rara.
A alfa 1 antitripsina (A1-AT) é uma enzima proteica (fig.1) codificada por um gene localizado no braço longo do cromossoma 14 – 14q –, região 31-32.3. É produzida no fígado e tem como função inibir a elastase neutrofílica que, quando activa (a elastase neutrofílica), tem a capacidade de destruir o parênquima pulmonar através da hidrólise das fibras de elastina.
Esta destruição do parênquima pulmonar, resulta em limitação do fluxo de ar nos pulmões, portanto a deficiência de A1-AT é um dos fatores determinantes na DPOC (doença pulmonar obstrutiva crônica).